# Biomassa forestal
|  | Si busqueu l'ús en l'àmbit de l'ecologia vegeu biomassa (ecologia) |

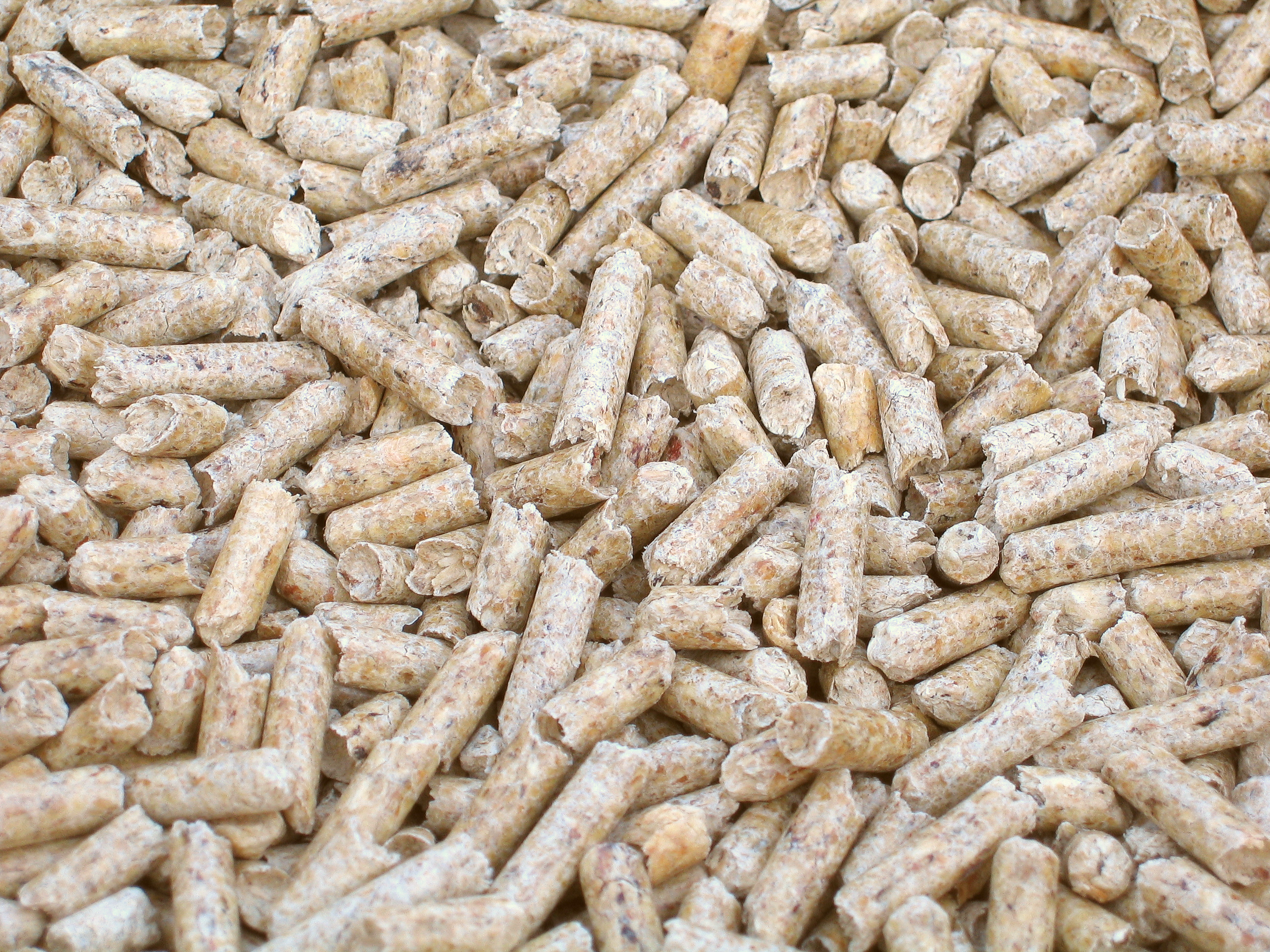
Pèl·lets de biomassa forestal

La biomassa forestal o biomassa llenyosa, entesa com a font d'energia per a ús humà, està formada pels materials llenyosos generats en el sector forestal o agrícola. És un dels tipus de biomassa utilitzats com a font energètica, i pot tenir orígens diversos:
- Restes forestals (o biomassa forestal primària): procedents de treballs silvícoles de millora, desbrossament de matoll, obertura de franges tallafoc, perímetres de protecció prioritària, aprofitaments comercials i bosc menut.
- Subproductes derivats d'indústries de la fusta: primàries (arbre o tronc processat directament) o secundàries (processen la fusta ja elaborada en les indústries de primera transformació, podent produir residus com additius i coles)
- Residus de fusta recuperada: derivats de totes les activitats econòmiques i socials alienes al sector forestal, tals com residus de la construcció, demolició d'edificis, palets, etc.
- Cultius llenyosos: plantacions d'arbres de creixement ràpid per al seu aprofitament com a biomassa llenyosa.

La biomassa presenta l'avantatge que es tracta d'una energia autòctona que redueix la dependència dels combustibles fòssils i la seva consegüent importació de països tercers. El seu repartiment és força homogeni per tots els territoris, amb una elevada disponibilitat, el seu aprofitament millora les masses forestals amb densitat excessiva i, per tant, ajuda a les operacions de prevenció d'incendis forestals. A més té un impacte econòmic sobre les zones productores i les indústries que elaboren els derivats de la biomassa forestal.
són tots els productes i restes que provenen dels treballs de manteniment i millora de les masses forestals i de les tallades de peus fusters per a ús comercial i els subproductes generats per les indústries de transformació de la fusta (serradures, escorces, estelles, encenalls, etc.).
|           | Descripció                                                                                          | Densitat            | Poder calorífic |
| --------- | --------------------------------------------------------------------------------------------------- | ------------------- | --------------- |
| Llenya    | Fàcil de trobar. Humitat variable                                                                   | 350 - 700 kg/m³     | 3 - 3,5 kWh/kg  |
| Estelles  | Provenen del fraccionament de la llenya                                                             | 250 - 400 kg/m³     | 1,5 - 4 kWh/kg  |
| Briquetes | Serradures comprimides de forma cilíndrica (5-13 cm de diàmetre i 5-30 cm de llargada). 10% humitat | 1.000 - 1.300 kg/m³ | 4,7 - 5 kWh/kg  |
| Pèl·lets  | Serradures comprimides de forma cilíndrica (6-20 mm i 25-60 mm de llargada). 10% humitat            | 1.200 kg/m³         | 4 - 5 kWhEstud  |

## Evolució històrica de l'ús de la biomassa
La llenya va ser, des dels orígens de la humanitat per l'home, la primera font utilitzada per a cobrir les necessitats de calor i il·luminació. Amb l'arribada de la revolució industrial (segona meitat del segle xviii), es va anar substituint progressivament l'aprofitament de la llenya i del carbó vegetal per l'ús dels combustibles fòssils, sobretot al segle XX amb l'expansió de la industrialització i l'aparició del gas butà i del gas natural. Això va fer que disminuís la utilització de biomassa forestal com a combustible, afavorint el creixement dels boscos i l'acumulació creixent de biomassa, també promoguda per l'abandonament de terres de conreu. Amb les primeres crisis del petroli (anys 1973, 1979 i primera meitat dels anys 1980), es van començar a promoure iniciatives privades per a l'ús de la biomassa forestal, que van quedar aturades amb una nova davallada forta dels preus del petroli. Malgrat això, majoritàriament als països del nord d'Europa, s'hi va continuar treballant i avui en són experts i pioners, liderant aquest mercat a nivell de negoci, logístic, tecnològic de calderes i processos de combustió, fins al punt que s'estudia en l'àmbit formatiu amb estudis superiors d'enginyeria.
Amb la nova escalada dels preus del petroli des de l'any 2001 fins al 2008, i amb l'afegit dels compromisos de reducció d'emissions de CO2 establerts al Protocol de Kyoto, on cal recordar que la biomassa forestal té balanç neutre, es va tornar a reprendre l'interès per l'aprofitament de la biomassa com a energia alternativa.
Avantatges de l'ús de la fusta com a energia renovable
- És una font d'energia renovable: el seu ús suposa un estalvi de combustibles fòssils i permet lluitar contra el canvi climàtic.
- És un combustible local: el seu aprofitament redueix la dependència d'importacions energètiques.
- Afavoreix la gestió silvícola dels boscos, impulsant la realització d'actuacions de millora, reduint el risc d'incendi forestal.
- La cadena d'aprofitament crea llocs de treball, sobretot en zones rurals.
- És un combustible a hores d'ara abundant al territori, que de moment no cal acotar gaire.

## Productes

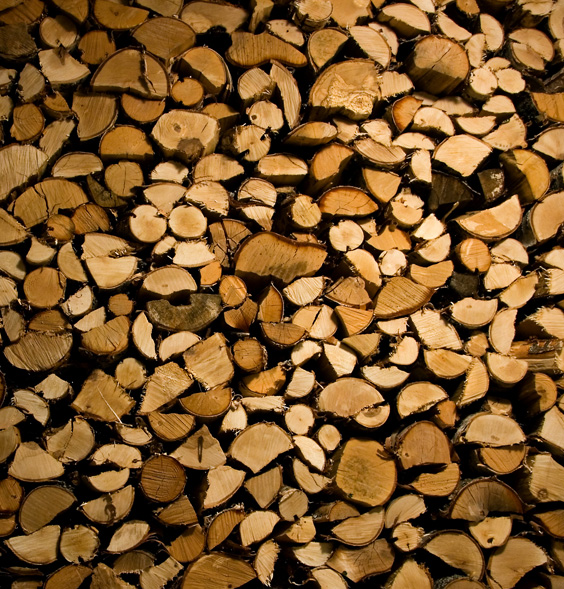
Llenya de bedoll apilada

### Llenya
La llenya constitueix el combustible més tradicional i es pot obtenir a partir de qualsevol espècie llenyosa. La seva forma és cilíndrica o cònica, molt heterogènia quant a mides i segons l'espècie de la qual es treu i de la part que es talla. Acabada de tallar, la humitat de la llenya pot assolir valors del 40%bh (alzines o roures) o del 50%bh (pins). Després d'una temporada, la humitat se situa al voltant del 20%bh. Per cremar, idòniament ha de ser inferior al 15%bh. La llenya amb un elevat contingut en humitat alenteix i dificulta la combustió, produeix condensació i quitrà en els conductes de fum i redueix el seu poder calorífic. El seu cost de producció és molt baix, i potencia la gestió forestal sostenible.

### Pèl·lets
Els pèl·lets són petits cilindres que s'obtenen de triturar i assecar la fusta o altres elements vegetals tot premsant-los i comprimint-los, posteriorment. La pròpia lignina fa d'aglomerant. No cal ni cola ni cap altra substància més que la mateixa fibra vegetal. Aquest procés els dona una aparença brillant com si estiguessin envernissats i els fa més densos. El pèl·lets, que es comporten quasi com un líquid formen un combustible que tingués les mateixes característiques d'ús i d'automatització que els combustibles líquids o gasosos, i que a més són respectuosos amb el medi ambient. L'ús de residus forestals és menys econòmic, com que cal una matèria primera amb una humitat molt reduïda (<12%bh) i que les residus frescs tenen una humitat de 50%bh que requereix un assecat forçat previ, la qual cosa encareix el producte.

Els pèl·lets tenen diversos avantatges respecte a la llenya:
- S'utilitzen deixalles de poda o de fusteria o arbres de cultura sostenible
- Es poden dosificar. Una estufa de llenya normal només pot regular en ofegar el foc. El que disminueix molt el rendiment tèrmic. En les estufes de pèl·lets és la pròpia estufa la que afegeix pèl·lets segons la demanda d'energia.

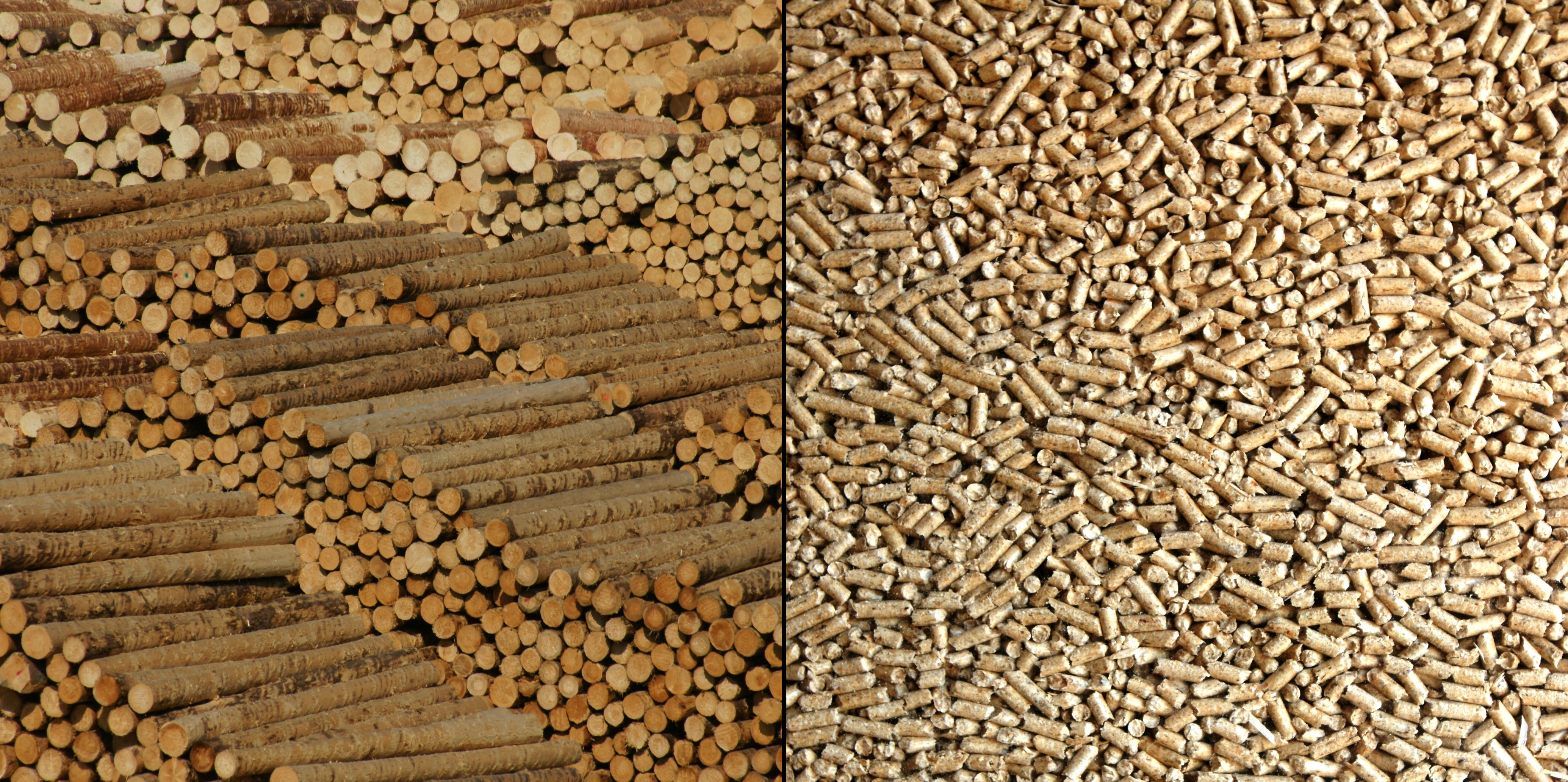
Llenya i pèl·lets

- Llenya i pèl·letsCom que no es regulen ofegant-les es produeix molt menys monòxid de carboni.
- Com que no cal ficar troncs grans, la grandària de l'estufa es redueix, i pot en alguns casos ser portàtil.
- És més fàcil fer les estufes programables perquè s'encenguin o apaguin automàticament.
- El valor energètic per unitat de volum és molt millor que els troncs o branques i caben en qualsevol recipient de qualsevol forma.
- Com per tota combustió de sòlids es crea un residu, aquestes cendres d'origen vegetal i no tòxiques es poden aprofitar com a adob o suplement mineral d'animals, ja que són riques en calci i potassi.
- Produeixen menys contaminants (diòxid de sofre -SO- i dioxines) que els combustibles fòssils.[4]

Per a un mateix valor energètic, ocupen més volum que el gasoil: cal un dipòsit més gran o un subministrament més freqüent.
Respecte a altres formes de biomassa com la llenya o les estelles tenen alguns desavantatges:
- Les estelles no estan premsades ni tenen un granulat uniforme. Les estelles són més fàcils de produir a partir de residus fusters. A més, s'estalvia l'energia i el cost necessàries per a premsar i assecar els pèl·lets. Reuneixen gairebé tots els avantatges dels pèl·lets, tret del fet que la densitat energètica d'un m³ de pèl·lets és considerablement superior i que la seva forma irregular imposa exigències superiors a la caldera.
- La combustió de pèl·lets demana més oxigen, per la qual cosa es fa necessària una major ventilació de la sala de calderes de biomassa que per altres equips.

La pel·letització és un procés de compactació de material lignocel·lulòsic d'unes determinades condicions (granulometria petita i humitat inferior al 12%bh) per a obtenir uns cilindres entre 6 i 30 mm de diàmetre i entre 10 i 70 mm de longitud. La compactació facilita la manipulació, disminueix els costos de transport i augmenta el seu valor energètic per unitat de volum. Per a la fabricació dels pèl·lets cal una matèria primera amb una humitat molt reduïda (<12%bh) i absència d'impureses. Així, si s'utilitza restes forestals (les quals acabades de tallar tenen una humitat al voltant del 50%bh) cal un assecat forçat previ, la qual cosa encareix el producte. És per això que generalment s'utilitza subproducte d'indústries de la fusta. Els seus avantatges són el seu elevat poder calorífic, i que presenta unes característiques
d'humitat, densitat i granulometria constants i homogènies, facilitant una millor manipulació i transport. A més, per la seva alta densitat, necessita menys espai per al seu emmagatzematge que l'estella. No obstant això, a causa del seu procés de compactació, té un preu més elevat en comparació amb altres tipus de biomasses.

### Estella
Les estelles són fragments de fusta de petita dimensió obtinguts per tall mecànic, donant lloc a trossos petits de forma irregular que presenten un gruix de vora 2 cm i mides variables que no acostumen a superar els 10 cm de longitud. L'estella procedent de fusta de bosc (o biomassa forestal primària) s'obté de la retirada del bosc de les restes dels aprofitaments forestals, del producte de tallades de millora, així com d'aquells procedents de treballs de prevenció d'incendis. En canvi, l'estella industrial és aquella que prové de subproductes derivats d'indústries primàries de la fusta (les quals processen directament l'arbre o tronc que arriba del bosc) i secundàries (que processen la fusta ja elaborada en les indústries de primera transformació). La humitat de les estelles és variable entre el 20 i el 40%bh. Idealment per a consum domèstic és inferior al 30%bh. El seu cost de producció és inferior al dels pèl·lets, pel menor procés d'elaboració necessari. Potencia la gestió forestal sostenible, ja que permet valorar la fusta que actualment té una sortida limitada en el mercat. Per contra, es tracta d'un material heterogeni quant a humitat, densitat i granulometria, cosa que en dificulta la manipulació i el transport. Necessiten un assecat abans del seu consum en calderes domèstiques, i un important control de qualitat. Són menys denses que els pèl·lets i necessiten un major espai d'emmagatzematge i, alhora, el seu transport es recomana en distàncies inferiors
a 50 km.

### Briquetes
Les briquetes presenten una forma cilíndrica (de 5 a 13 cm de diàmetre i de 5 a 30 cm de longitud) o de maó, segons el procés de fabricació. La matèria primera principal són estelles, serradures i encenalls, però sovint es fabriquen amb diversos materials compactats. Aquests inclouen material residual com fusta usada, closques d'arròs, canya de sucre, paper, etc. La briqueta més utilitzada és la de serradures compactades, que no utilitzen cap tipus d'aglomerant, ja que la pròpia lignina, amb el contingut òptim d'humitat de la fusta, funciona de lligant natural. Al mercat hi ha calderes de briquetes automàtiques, tot i que el seu ús no és gaire estès. Generalment, s'utilitzen en llars de foc de segones residències o, fins i tot, en calderes de llenya, tot i que aleshores l'alimentació de la caldera ha de fer-se manualment. La seva constitució compacta i uniforme suposa grans avantatges respecte a la llenya com són la facilitat d'emmagatzematge, neteja, transport i facilitat d'ús. No obstant això, pel seu procés de compactació, té un preu més
elevat que la llenya.

## Característiques de la biomassa com a combustible
Les característiques físiques i químiques de cada tipus de biomassa poden influir en el procés de transformació de la matèria orgànica en energia. Els principals factors que condicionen l'ús de biomassa i les característiques de les instal·lacions són: 
- Poder calorífic: El poder calorífic és la quantitat d'energia per unitat de massa o volum alliberada en una combustió completa. Si l'aigua originada en la combustió es troba en forma de vapor, es denomina poder calorífic inferior (PCI), mentre que si es troba en forma líquida, es denomina poder calorífic superior (PCS). La humitat és el factor que més influeix en el poder calorífic, ja que com més humitat contingui la biomassa, més baixa serà la quantitat de calor aprofitada.

| Equivalència energètica entre diferents combustibles | Valors de referència                 |
| ---------------------------------------------------- | ------------------------------------ |
| 1.000 kg estella al 25%bh = 400 litres de gasoil     | PCI de l'estella (30%bh) 3,5 kWh/kg  |
| 1.000 kg pèl·lets = 490 litres de gasoil             | PCI dels pèl·lets (10%bh) 4,9 kWh/kg |

- Humitat: La humitat de la fusta redueix el poder calorífic i afecta la capacitat de càrrega dels sistemes de transport per carretera. El sector forestal ha utilitzat tradicionalment el valor de la humitat calculat sobre base seca (hbs), mentre que en el sector de la bioenergia la base sobre la qual es calcula la humitat acostuma a ser en base humida (hbh). Per a quantificar la humitat d'una mostra de fusta, s'ha de calcular la quantitat d'aigua mitjançant mètodes normalitzats. El mètode de referència acceptat és l'assecat en una estufa a 105 °C fins a pes constant. Per al bon funcionament de calderes petites i mitjanes (fins a 300 kW), és recomanable una humitat d'estella pròxima al 25-30%bh. En calderes mitjanes i grans (superiors als 300 kW), la humitat pot ser més elevada.

- Granulometria: La distribució de mides, o distribució granulomètrica, d'un material es determina mesurant el percentatge en pes de partícules que passen a través d'una sèrie de tamisos amb obertura de malla decreixent. La mida de malla a partir de la qual passa el 80% del material serveix com a referència per a un subministrador de biomassa a l'hora de vendre el seu producte. El resultat que s'obtingui de l'anàlisi granulomètrica depèn dels ajustos de la maquinària utilitzada en l'estellat, i d'altres factors com l'espècie, la humitat, la mida de la fusta emprada, la velocitat de rotació del tambor o l'estat

d'afilat de les ganivetes. Els fabricants de calderes especifiquen quines característiques ha de tenir el material combustible basant-se en una normativa. Fer servir normes pot ajudar a la producció i comerç d'aquests biocombustibles forestals, en caracteritzar-los i buscar el tipus de caldera que millor treballi amb cadascú. Les normes també ajuden a la comunicació entre subministradors i clients, assegurant que la tecnologia de combustió i el combustible es complementen (Webster, 2007). Les calderes de petita dimensió i ús local requereixen un material molt ben dimensionat per a evitar problemes en el funcionament de les instal·lacions, principalment en els sistemes d'alimentació i combustió. Els embussos del sistemes d'alimentació poden ser originats tant per partícules de mida excessiva com per excés de la proporció de fins. Aquests últims també afecten l'eficiència de la combustió dels cremadors que estiguin preparats per cremar partícules amb mida més consistent i de més mida.
- Densitat: La densitat de la fusta és la massa per unitat de volum, i es mesura en kg/m3 o tones/m3. La densitat aparent depèn de la humitat, de la densitat de la fusta i de la relació volum sòlid/volum aparent. Aquest últim paràmetre està influenciat principalment per la granulometria, el procés d'estellat, la part de l'arbre (especialment si inclou branques) i l'assentament i el transport.
- Cendres: contingut, composició i comportament El contingut mineral del biocombustible és una característica molt important en la qualitat global de l'estella per diverses raons. Els minerals lligats a la fusta contribueixen a la formació de cendres un cop tota la resta de fusta s'ha cremat. Algunes de les formes en què es pot presentar el contingut mineral poden ocasionar problemes en les calderes durant la combustió. Idealment, el contingut de cendres de l'estella hauria d'estar per sota del 3%. Continguts per sobre del 8% esdevenen problemàtics per a la major part de les calderes (Biomass Energy Resource Center, 2006). Els biocombustibles amb un contingut de cendres baix són idonis per a la seva utilització tèrmica, ja que d'aquesta manera se simplifica l'extracció, el transport i l'emmagatzematge de les cendres així com la seva eliminació. Continguts elevats de cendres suposen, a més, majors emissions de pols i determinen el disseny del sistema de bescanvi de calor, la seva neteja i la tecnologia per fer-los precipitar (ICAEN, 2011). Es poden diferenciar dos orígens de la matèria mineral de la biomassa llenyosa: el contingut intrínsec de la matèria orgànica (elements inorgànics, minerals inclosos en l'estructura i els soluts de l'aigua), i el contingut extrínsec (incorporat durant l'aprofitament, desembosc, processat i manipulació de la biomassa) (Sebastián et al., 2010). Les temperatures de sinterització, estovament i fusió de les cendres de fusta i fusta amb escorça són elevades i, per tant, no donen problemes. En canvi, les cendres de fusta amb impureses (per exemple, sorra) tenen temperatures de fusió inferiors i poden originar problemes d'escorificació i d'incrustacions a les calderes (Taula 4). Les escorificacions i incrustacions, més popularment conegudes com a cagaferro, s'originen per la fusió de les cendres per causa d'una excessiva temperatura en el llit de combustió i per la composició de les cendres. Les incrustacions es fan quan el silici present a la biomassa, naturalment o per impureses, es vitrifica (Foto 7). Les fulles o acícules contenen nivells relativament alts de minerals, i són la primera font de silici (20%) en biocombustibles forestals, contribuint als processos d'incrustació a temperatures de combustió normals (Biomass Energy Resource Center, 2006). Els dipòsits són acumulacions tant de partícules com de partícules sinteritzades. Aquesta acumulació sol tenir lloc a la zona convectiva, principalment als bescanviadors, per la qual cosa és necessari realitzar neteges regulars. En cas de no extreure adequadament aquests dipòsits, poden fer-se més gruixuts i, en estar exposats a temperatures elevades, poden arribar a fondre’s. A més, també suposa una pèrdua d'eficiència de la transferència de calor (Sebastián et al., 2010).

| Combustible             | Humitat bh % | PCI kWh/kg | Densitat kg/m³ | Cendres % |
| ----------------------- | ------------ | ---------- | -------------- | --------- |
| Pèl·let de fusta        | 10           | 4,8        | 650            | < 0,5     |
| Estella forestal        | 25           | 4          | 250            | 1-2       |
| Escorça forestal        | 25           | 4,2        | 200            | 1-2       |
| Closca de fruits secs   | 10           | 4,2        | 350            | 2-3       |
| Pinyol d'oliva          | 8            | 4,2        | 630            | 2-3       |
| Pinyola                 | 8            | 4,3        | 610            | 3-4       |
| Granet de raïm          | 8            | 4,7        | 600            | 1-2       |
| Farina de polpa de raïm | 8            | 4,3        | 600            | 2-3       |
| Gasoil                  | -            | 11,8       | 850            | -         |
| Gas natural             | -            | 13,5       | 0,74           | -         |
| Propà                   | -            | 12         | 8              | -         |

## Estufes i calderes de biomassa

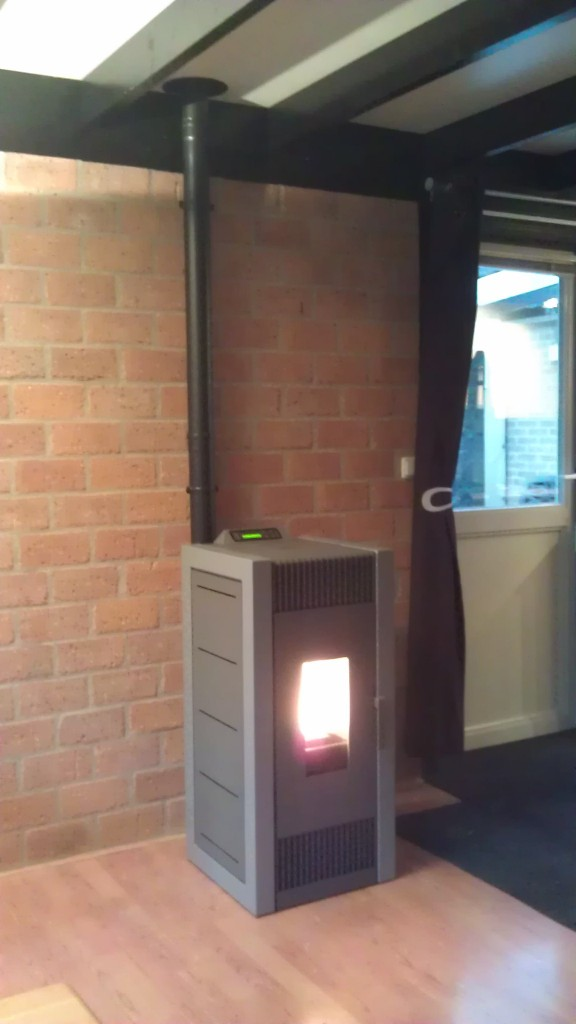
Estufa per a pèl·lets

## Biomassa forestal a Catalunya
Mobilització de fusta amb valorització energètica 196.302 tones
Consum a Catalunya 61.302 tones
Exportació 135.000 tones
Taula 1. Dades estimades de la quantitat d'estella de destinació energètica el 2012.
1 Únicament es considera la fusta que s'ha comercialitzat en forma d'estella.
2 No s'han comptabilitzat les tones de fusta d'autoconsum produïdes en les finques forestals, perquè no se’n disposa de dades.
A Catalunya, s'estima que durant l'any 2012 es van produir 8.500 t de pèl·let, de les quals 6.000 t es van consumir a Catalunya. Pel que fa al mercat d'estella, s'estima una producció de 180.000 t, de les quals 60.000 t, són de consum interior (incloent-hi els acopis). La resta es va exportar majoritàriament cap al mercat italià.
El Pla de l'energia de Catalunya 2006-2015 apuntava com a objectiu, en l'àmbit de la biomassa forestal (i agrícola), assolir un consum de 306,6 ktep l'any 2015, al límit del potencial tecnicoeconòmic a Catalunya tenint en compte criteris de gestió sostenible dels boscos i de les explotacions agràries del país. Les aplicacions s'orienten més a usos tèrmics (calefacció d'edificis, usos tèrmics industrials...) amb un rendiment energètic molt més elevat que en generació elèctrica. Així, en termes de producció de calor es preveia arribar a les 179,7 ktep, en tant que la producció d'electricitat se situaria en les 126,9 ktep, amb una potència instal·lada de 50,3 MW.
El govern de la Generalitat de Catalunya va aprovar el febrer de 2014 una estratègia per promoure l'aprofitament energètic de la biomassa forestal i agrícola i fomentar-ne el seu ús, pels importants beneficis energètics, ambientals i socioeconòmics que comporta.
- potenciació de la gestió forestal sostenible i creació d'activitat econòmica en les àrees productores, en un context de crisi del sector forestal.
- no es consideren viables econòmicament les plantes de producció d'energia elèctrica amb biomassa, principalment pels darrers canvis legislatius en la

regulació del sector elèctric espanyol, que han suprimit pràcticament els incentius econòmics a les noves instal·lacions
- donar màxima prioritat als usos tèrmics de la biomassa forestal, tenint en compte criteris de proximitat
- disminuir la dependència energètica i les importacions de combustibles fòssils
- pel que fa a la mitigació del canvi climàtic, l'ús de biomassa forestal es considera neutre pel que fa a les emissions de CO2
- es considera lús de la biomassa favorable de cara a l'adaptació al canvi climàtic, per l'efecte beneficiós d'una gestió forestal acurada en la vitalitat dels arbres, reduint la vulnerabilitat dels boscos front a impactes del canvi climàtic, com és el cas de lessequeres o el risc de plagues,

facilitant la seva adaptació.
- suport a les indústries productores de biocombustibles sòlids (pèl·lets, estelles, briquetes)

Suposaria fer treballs silvícoles a 25.000 ha/any l'any 2020, quan el 2014 eren d'unes 10.000 ha/any per a l'obtenció d'energia tèrmica, i mobilitzar 600.000 t/any quan el 2014 eren 240.000 t/any.
Aquest xifra permetria assolir un consum de biomassa forestal per a usos tèrmics a Catalunya de 172,8 ktep l'any 2020, multiplicant per 2,5 el consum el 2014.

## Biomassa al món
La biomassa forestal és l'energia renovable més utilitzada a França: 10.200 ktep produïts el 2012, contra 4.900 ktep provinents d'energia hidràulica, 1.300 ktep de l'eòlica i 450 ktep de l'energia solar (tèrmica i fotovoltaica).

## La biomassa com a energia renovable
La utilització de llenya com una font d'energia només es pot considerar energia renovable i com una eina de desenvolupament sostenible si les emissions són baixes i controlades. Les instal·lacions compleixen la normativa d'emissions en vigor, però des d'alguns àmbits es considera necessari anar més enllà i aconseguir rendiments tèrmics i ambientals propers als obtinguts amb els combustibles fòssils.